# Митьо Станев
Митьо Станев (по стария правопис Митю Станев) е български политик, публицист, журналист, учител и обществен деец.

## Биография
Роден е на 18 февруари 1877 г. в село Кара бурун в семейството на Станьо и Кръстина Станеви. През 1898 г. завършва казанлъшкото педагогическо училище, след което работи като учител в Кара бурун. През 1905 г. в Стара Загора учредява вечерно училище. Член на БРСДП, а впоследствие на БРСДП (т.с.). Един от основателите и член на управителния съвет на учителската социалдемократическа организация и редактор на печатния ѝ орган – вестник „Учителска искра“. Той е първият секретар на Старозагорския окръжен партиен комитет. През 1919 г. е избран за депутат от листата на БКП (т.с.). Преизбиран е и в следващите два парламента до 1923 г. Участва в подготовката на Септемврийското въстание през 1923 г., арестуван е и прекарва повече от година в затвора заради политическите си убеждения. През 1927 г. участва в конференция за учредяване на Работническата партия, а от следващата година до смъртта си, е в състава на нейния Централен комитет. През 1936 г. напуска Стара Загора и се премества да живее в София. През 1939 г. Митьо Станев е интерниран в Ивайловград. Поставен при крайно тежки условия, с разклатено здраве, заболява тежко и на 22 юни същата година издъхва.

## Личен живот
Женен за Мара Станева

## Памет
Митьо Станев е патрон на 5ОУ в Стара Загора, името му носят читалища, квартали в Стара Загора и Гълъбово и улици в Стара Загора и Раднево. Старото име на кв. Казански в Стара Загора е Митьо Станев.